# Саммонс, Роджер
Роджер Са́ммонс (Roger Everett Summons; род. 11 июня 1946, Сидней) — британо-австралийский и американский геохимик, специалист в областях биогеохимии и геобиологии, а также астробиологии, занимающийся изучением коэволюции ранней жизни и окружающей среды Земли.
Член Австралийской академии наук (1998), Лондонского королевского общества (2008), Национальной академии наук США (2020). Доктор философии (1972).
Профессор Массачусетского технологического института, где трудится с 2001 года, исследователь там же Института астробиологии НАСА (NASA Astrobiology Institute). Прежде сотрудничал в Geoscience Australia (на протяжении 18 лет).
Лауреат премии Гумбольдта (2008).

## Биография
Окончил Wollongong University College (бакалавр химии с первоклассным отличием, 1968). Степень доктора философии по химии получил там же в 1972 году. (Тогда Университета Нового Южного Уэльса, ныне это — Университет Вуллонгонга.) Специализировался по органической химии.
Постдокторские исследования проводил в Стэнфорде (1972—1973) и Австралийском национальном университете (1973—1975). В последнем он проведёт всего 9 лет, в 1975—1983 годах его исследователь.
На протяжении 18 лет сотрудничал в Geoscience Australia, достиг должности главного научного сотрудника.
С 2001 года состоит в штате Массачусетского технологического института, именной профессор (Schlumberger Professor) геобиологии.
Приглашённый профессор Стэнфорда (2015-6), приглашённый профессорский фелло Университета Нового Южного Уэльса (2011), именной учёный Калтеха (2008).
Фелло Американской академии микробиологии (2012), Американского геофизического союза (2006).
В 2012 году стал одним из первых фелло ANZSMS.
Почётный фелло Hanse-Wissenschaftskolleg (2013, фелло с 2008).
Отмечен Alfred E Treibs Medal Геохимического общества (2003), Australian Organic Geochemistry (AOGC) Medal (2002), Halpern Medal Университета Вуллонгонга (2005).
Почётный доктор Университета Вуллонгонга (2009).
Автор более 350 научных работ по органической химии, геохимии, геомикробиологии и астробиологии.
Женат.